# Heather Arseth
Heather Arseth, född 9 augusti 1993, är en mauritisk simmare. 
Arseth tävlade för Mauritius vid olympiska sommarspelen 2012 i London, där hon blev utslagen i försöksheatet på 200 meter frisim. Vid olympiska sommarspelen 2016 i Rio de Janeiro blev Arseth utslagen i försöksheatet på 100 meter frisim.